# Genetta victoriae
Espèce
Répartition géographique
Statut de conservation UICN

 LC  : Préoccupation mineure
Genetta victoriae (genette géante) est une espèce de mammifères carnivores de la famille des Viverridés, endémique du Bassin du Congo. Les Viverridés sont une famille de mammifères carnivores de taille moyenne (environ 90 cm de longueur totale), au corps allongé et aux pattes assez courtes, avec une queue touffue annelée de noir aussi longue que le corps. Ils sont arboricoles, plutôt nocturnes et ne dédaignent pas de compléter leur régime carné par des fruits.